# Pedrinópolis
Pedrinópolis là một đô thị thuộc bang Minas Gerais, Brasil. Đô thị này có diện tích 357,689 km², dân số năm 2007 là 3448 người, mật độ 7,3 người/km².